# فرودگاه سنت جین
فرودگاه سنت جین (به انگلیسی: Saint-Jean Airport) (به زبان بومی: Saint-Jean-sur-Richelieu Airport) یک فرودگاه همگانی باربری با کد یاتا YJN است که یک باند فرود آسفالت دارد و طول باند آن ۷۵۴ متر است. این فرودگاه در کشور کانادا قرار دارد و در ارتفاع ۴۱ متری از سطح دریا واقع شده است.